# 天天都相見
《天天都相見》，香港歌手葉德嫻第五張音樂專輯，於1983年推出，並達到金唱片銷量，1984年獲香港IFPI認證。

## 音樂
專輯的焦點是三首無線電視劇《鬼咁夠運》（葉德嫻主演因意外走紅當歌手的師奶顧芷薇）的歌曲，均由無線御用音樂家顧嘉煇作編曲。《真愛是尋覓得到》是主題曲。《幸運是我》是顧芷薇參加歌唱比賽的歌曲，勵志題材，獲形容為「主人翁對己身的意識覺醒的感恩表白」。星海浮沉運氣成份很重，暗合很多藝人的心聲，於是翻唱者眾多，如鄭秀文、黎瑞恩、林欣彤、湯寶如、許志安、區瑞強等，又曾獲引為電影名。此外，填詞人鄭國江曾解釋「默默地輸」的「輸」是「把幸運的訊息輸送出去」的意思。顧芷薇因思家而退隱，在台上唱出《不捨也為愛》，配合劇情外，這也是詞人盧國沾首嘗以「散文體」寄寓自己告別電視圈的情懷。
同名曲《天天都相見》描寫戀愛的甜蜜，曲風輕快，並突出雷有暉的和聲，兩把聲音一唱一和。曲風獨特、巧用諧音的《白信封》亦被視為碟中遺珠。此外，繼1981年的《葉德嫻》後，黃霑再度包辦詞曲，貢獻了兩首非主打歌《襯色的彩照》和《讓春風過去》，這是他最後一次跟葉德嫻合作。
《請勿騷擾》、《斯人獨憔悴》和《活著是為愛》是專輯唯三的改編曲。《請勿騷擾》講述一對戀人訂婚後的心聲，強調他人不可干涉議論二人之私事，表現瀟灑的態度。

## 美術
美術設計和化妝繼續由劉天蘭負責，攝影師是孫淑興，封面上葉德嫻露出雙肩，梳了油頭髮型，戴上銀耳環，獲評時尚。

## 曲目列表
| 黑膠唱片（唱片編號：WLLP-2916） | 黑膠唱片（唱片編號：WLLP-2916） | 黑膠唱片（唱片編號：WLLP-2916） | 黑膠唱片（唱片編號：WLLP-2916） | 黑膠唱片（唱片編號：WLLP-2916） | 黑膠唱片（唱片編號：WLLP-2916）      | 黑膠唱片（唱片編號：WLLP-2916） |
| 曲序                            | 曲目                            |                                 | 作曲                            | 编曲                            | 备注                                 | 时长                            |
| ------------------------------- | ------------------------------- | ------------------------------- | ------------------------------- | ------------------------------- | ------------------------------------ | ------------------------------- |
| 1.                              | 幸運是我                        | 鄭國江                          | 顧嘉煇                          | 顧嘉煇                          | 無線電視劇《鬼咁夠運》插曲           | 4:08                            |
| 2.                              | 活著是為愛                      | 鄭國江                          | 不詳                            | 陳永良                          |                                      | 3:40                            |
| 3.                              | 天天都相見                      | 鄭國江                          | 陳永良                          | 陳永良                          |                                      | 3:12                            |
| 4.                              | 不捨也為愛                      | 盧國沾                          | 顧嘉煇                          | 顧嘉煇                          | 無線電視劇《鬼咁夠運》插曲           | 3:38                            |
| 5.                              | 退色的彩照                      | 黃霑                            | 黃霑                            | 鮑比達                          |                                      | 3:00                            |
| 6.                              | 斯人獨憔悴                      | 鄭國江                          | 布施明                          | 陳永良                          |                                      | 4:10                            |
| 7.                              | 真愛是尋覓得到                  | 鄧偉雄                          | 顧嘉煇                          | 顧嘉煇                          | 無線電視劇《鬼咁夠運》主題曲         | 3:32                            |
| 8.                              | 讓春風過去                      | 黃霑                            | 黃霑                            | 陳永良                          |                                      | 2:20                            |
| 9.                              | 白信封                          | 盧國沾                          | 陳永良                          | 陳永良                          |                                      | 3:40                            |
| 10.                             | 請勿騷擾                        | 盧國沾                          | 佐野元春                        | 陳永良                          | 改編自沢田研二的《すべてはこの夜に》 | 3:00                            |
| 总时长：                        | 总时长：                        | 总时长：                        | 总时长：                        | 总时长：                        | 总时长：                             | 34:20                           |

## 外部連結
- 理工大學《鄭國江詞作手稿特藏》中《幸運是我》的手稿。 （页面存档备份，存于）